# Kuty (obwód tarnopolski)
Kuty (ukr. Кути), Kąty – wieś na Ukrainie, w obwodzie tarnopolskim, w rejonie krzemienieckim, do 1945 w Polsce, w województwie wołyńskim, w powiecie krzemienieckim, w gminie Szumsk.
Południową część wsi stanowi dawniej odrębna wieś Hucisko Horodyskie.
W 2007 wieś była zamieszkana przez 567 osób. We wsi znajduje się cerkiew pw. św. Anny, zbudowana w 1998. Działa kopalnia torfu.

## Historia
Pierwsza wzmianka o wsi pochodzi z roku 1850.
W okresie międzywojennym wieś liczyła około tysiąca mieszkańców, w większości narodowości polskiej. Liczba Polaków wzrosła w 1943 r. do 2 tys., kiedy to wieś była schronieniem dla uciekinierów przed rzezią wołyńską. W Kutach istniała samoobrona, która 3 maja 1943 r. odparła atak bojówek upowskich i melnykowskich, dzięki czemu w większości ocalała zgromadzona ludność cywilna. Podczas napadu zamordowano co najmniej 53 osoby. Następnego dnia Polacy ze względu na zniszczenia i brak amunicji opuścili miejscowość.
Po odejściu Polaków Ukraińcy rozebrali murowane domy do fundamentów i zniszczyli kościół. We wsi pozostało 12 gospodarstw ukraińskich.